# Trúd

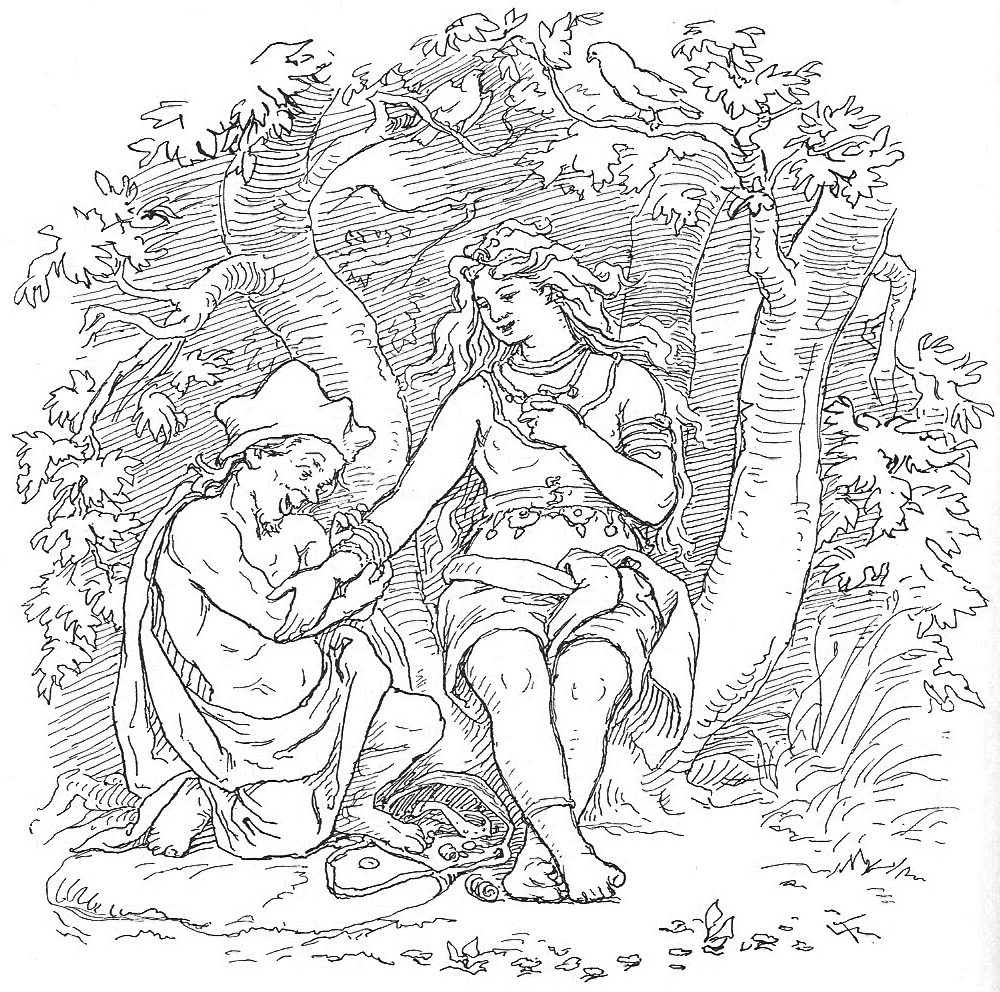
Obraz Alvíse a Trúd od Lorenze Frølicha, 1895

Trúd (staroseversky síla) je bohyně ze severské mytologie. Je dcerou Thóra, boha hromu, blesků, deště, nebe a plodnosti země, a Sif, bohyně úrody, obilí a plodnosti.
Trúd je podle Poetické Eddy též jméno jedné z valkýr, které ve Valhalle rozlévají pivo einherjům, duším mrtvých válečníků.

## Výskyt
Odkazy na Trúd se objevují v těchto dílech:
- V jedné z básní Poetické Eddy trpaslík Alvís tvrdí, že je zasnouben s dcerou Thora. Ta ale není jmenována.
- Jazyk básnický, jedna z kniha Prozaické Eddy uvádí, že Thór může být pojmenován též pomocí kenningu faðir Þrúðar, otec Trúd. Zmiňuje též, že matkou Trúd je Sif.
- Na runovém kameni v Karlevi na Ölandu, který pochází z 10. století, je jeden z náčelníků nazýván stromem Trúd.